# Holý (Benešovská pahorkatina)
Holý (516 m n. m.) je ultrakopec v Benešovské pahorkatině. Zvedá se nad obcí Vysoký Újezd. Západní část kopce leží na území Přírodního parku Střed Čech. Vrchol je zalesněný, bez výhledu.

## Přístup
Na vrchol nevedou značené ani vyšlapané cesty. Vhodným výchozím místem je Vysoký Újezd s dobrými možnostmi parkování na návsi (u autobusové zastávky) nebo u kostela. Po úpatí kopce vede modrá turistická trasa Slapská přehrada – Tuchyně – Neveklov. Na západním svahu jsou rozsáhlé oblasti poseté balvany. Mapy.cz neevidují na kopci žádné cesty, nicméně cesty sjízdné i pro automobil na svazích kopce jsou.